# Imanol Harinordoquy
Imanol Harinordoquy (Bayonne, 20 de fevereiro de 1980) é um jogador de rugby que defende a seleção francesa de rugby e o Biarritz Olympique.

## Clubes
Harinordoquy, que é basco, começou no Section Paloise, quando estudava em Pau, em 1999. Com o clube, jogou o Top 14(campeonato francês) e a Heineken Cup(campeonato europeu). Foi também selecionado para participar do Seis Nações 2002 pela seleção francesa, e desde então vem representando o país. Em 2005 se transferiu para um clube em ascensão, o Biarritz Olympique. Com o Biarritz foi campeão francês em duas oportunidades: 2005 e 2006. Participou da Heineken Cup igualmente, sem conseguir ser campeão.

## Na seleção
Estreou na seleção vencendo o País de Gales por 37-33, em 16 de fevereiro de 2002, no Seis Nações. Desde então sempre vem sendo convocado, com exceção dos torneios de 2006 e de 2008. Neste mesmo ano de 2002, venceu o Seis Nações, com grand slam. Repetiu o feito ainda em 2004 e em 2010, além de conquistar o título também em 2007, sem um grand slam. Em 2010, foi eleito o segundo melhor jogador da competição. Foi selecionado para a Copa do Mundo de Rugby em 2003, 2007 e 2011. Nas duas primeiras ocasiões, a França ficou no quarto lugar.